# Zastavna
Zastavna (en ukrainien et en russe : Заставна) est une ville de l'oblast de Tchernivtsi, en Ukraine, et le centre administratif du raïon de Zastavna. Sa population s'élevait à 7 898 habitants en 2025.

## Géographie
Zastavna est située à 27 km au nord-nord-ouest de Tchernivtsi et à 401 km au sud-ouest de Kiev.

## Histoire
La plus ancienne mention écrite de Zastavna remonte à l'année 1589, à l'époque de la Principauté de Moldavie. En 1713 Zastavna est rattachée à la raya de Hotin, dépendant de l'Empire ottoman. En 1795, elle est annexée par l'Empire des Habsbourg, devenu ultérieurement Empire d'Autriche et Autriche-Hongrie. Sa population évolue : aux Moldaves s'ajoutent des Ukrainiens, des Polonais et des Juifs ashkénazes. En 1918 Zastavna devient une ville-frontière entre la Roumanie et la Pologne. Elle est annexée par l'Union soviétique en juin 1940 selon le protocole secret du pacte germano-soviétique et rattachée à la RSS d'Ukraine : les Moldaves et les Polonais de la ville sont alors déportés en Sibérie. Au cours de la Seconde Guerre mondiale, ce sont 635 Juifs de Zastavna (avec la moitié des Juifs de Bucovine) qui furent déportés en Transnistrie sous l'accusation d'avoir soutenu les Soviétiques. Seulement 120 d'entre eux en revinrent, mais ils quittèrent ensuite l'URSS pour Israël, de sorte qu'actuellement la population est presque exclusivement ukrainienne.

## Population
Recensements (*) ou estimations de la population :
| 1939  | 1959* | 1970* | 1979* | 1989* |
| ----- | ----- | ----- | ----- | ----- |
| 6 300 | 5 555 | 6 789 | 8 261 | 9 438 |

| 2001* | 2011  | 2012  | 2013  | 2014  |
| ----- | ----- | ----- | ----- | ----- |
| 8 866 | 8 159 | 8 097 | 8 063 | 7 985 |